# Bardo (buddhism)
Bardo (sanskrit: antarābhava), "mellanstadium" är ett koncept inom vissa buddhistiska inriktningar. Termen används oftast för att referera till tre olika mellanstadium mellan två liv, men används också för att referera till olika mellanstadium som identifierats i livet.
Många mahayanska inriktningar, samt den tidiga inriktningen sarvastivada, tror/trodde på existensen om olika mellanstadium mellan två liv, men många andra buddhistiska inriktningar förnekar/förnekade dess existens, däribland theravada.

## De sex bardona i tibetansk buddhism
Inom tibetansk buddhism identifieras sex olika bardon (mellanstadium):
1. Livets bardo (kye ne bardo)
2. Drömmens bardo (milam bardo)
3. Meditationens bardo (samten bardo)
4. Dödsprocessens bardo (chikai bardo)
5. Bardot efter döden (chonyi bardo)
6. Bardot som söker återfödelse i samsara (sipai bardo)

Livets bardo består av alla upplevelser i det vakna livet, drömmens bardo innefattar alla upplevelser som en medveten varelse har när hon sover, och meditationens bardo innefattar alla insikter och upplevelser som en medveten varelse har i meditation.

### Dödsprocessens bardo (chikai bardo)
Början av chikai bardo har fem olika steg, där de olika elementen jord, vatten, eld, luft och eter upplöses. Dessa element överensstämmer till kroppens kött, kroppsvätskor, kroppsvärme, andning och utseende. Processen av upplösning kallas på tibetanska för thimrim, och varje steg har en särskild kvinnlig buddha kopplad till sig.
1. Kroppens kött (jord) upplöses och tas upp av kroppsvätskorna (vatten). Här följer en upplevelse av att allt är gult och att världen faller sönder som följd av stora översvämningar och jordbävningar. Om den döende identifierar alla dessa upplevelser som produkter av sinnet, tomma, och inser att sinnet och upplevelserna inte är två separata ting, kan den döende bli upplyst. Detta stadium är kopplat till den kvinnliga buddhan Sangye Chenma.[3]
2. Kroppsvätskorna (vatten) upplöses och tas upp av kroppsvärmen (eld). Här följer en upplevelse av att allting är vitt, extrem törst, att kroppen torkar ut och att hela universum är översvämmat. Om den döende identifierar alla dessa upplevelser som produkter av sinnet, tomma och inser att sinnet och upplevelserna inte är två separata ting, kan den döende bli upplyst. Detta stadium är kopplat till den kvinnliga buddhan Mamaki.[3]
3. Kroppsvärmen (eld) upplöses och tas upp av andningen (luft). Här följer en upplevelse av att allt är rött, att allting brinner och att kroppen blir kall. Om den döende identifierar alla dessa upplevelser som produkter av sinnet, och inser att sinnet och upplevelserna inte är två separata ting, kan den döende bli upplyst. Detta stadium är kopplat till den kvinnliga buddhan Go Karmo.[3]
4. Andningen (luft) löses upp och tas upp av utseendet (eter). Här följer en upplevelse av att allt är grönt, att en stor storm blåser bort universum och att en kraftig åska dånar överallt. Om den döende identifierar alla dessa upplevelser som produkter av sinnet, och inser att sinnet och upplevelserna inte är två separata ting, kan den döende bli upplyst. Detta stadium är kopplat till den kvinnliga buddhan Damtsik Drolma.[3]
5. Utseendet (eter) löses upp och tas upp av medvetandet. Här följer en upplevelse av mörker och förlorad känsel i kroppen. Om den döde identifierar sitt sinne som dharmadhatu eller klart ljus blir den döde upplyst. Detta stadium är kopplat till den kvinnliga buddhan Yingchogma[3]

Om den döde ännu inte blivit upplyst kommer den döde efter dessa fem steg att se två prickar som faller från den dödes panna. Dessa prickar är kärnan av dharmadhatu. En vit prick, som symboliserar upayakausalya, faller först, och när detta händer upplever den döde att allt blir vitt. Trettio tre typer av ilska försvinner, och samtidigt upplever den döde en visdomsglädje, som är essensen av nirmanakaya. Om den döde upplever och identifierar detta för vad det är, blir den döde omedelbart upplyst.
Om den döde fortfarande inte blivit upplyst, ser den döde en röd prick som sakta flyger upp från den dödes navel. Då upplever den döde att allt är rött, och att fyrtio typer av begär försvinner. Den döde upplever då den överlägsna visdomsglädjen, essensen av sambhogakaya. Om den döde upplever och identifierar detta för vad det är, blir den döde omedelbart upplyst.
Om den döde fortfarande inte blivit upplyst, kommer den döde se de två prickarna förenas vid hans hjärta. Med detta följer en upplevelse av att allt är mycket mörkt, och att sju typer av ignorans och förvirring försvinner. Om den döde upplever visdomen bortom lycka och inser/transformeras till sinnet av alla buddhor blir den döde omedelbart upplyst. Om den döde inte blir upplyst i detta bardo, fortsätter den döde till bardot efter döden.
Det som påverkar om den döde blir upplyst i detta bardo eller inte, beror på den dödes utövande och insikter i sitt tidigare liv.

#### Phowa
Om den döde inte haft djupa meditativa insikter kan denne bli upplyst genom phowa.
Phowa är en process där en lama genom meditation och ritual sägs blockera 8 av de 9 utgångar som medvetandet tar när kroppen har dött. Det är även möjligt för en döende/död person att själv utföra detta om en lama lärt den döende personen hur den ska göra. Beroende på varifrån medvetandet far ut, sägs den döende/döde varelsen få en viss typ av återfödelse. Om medvetandet exempelvis går ut genom könsorganen, kommer den döende/döde individen att återfödas som ett djur. Den enda utgång som inte blockeras är toppen av huvudet, som leder till Amitabha Buddhas rena buddhafält Sukhavati. Det är mycket viktigt att phowa inleds precis efter personen i fråga dött. Om phowa utförs för tidigt, kommer den döde att få lida av mycket dåliga konsekvenser.
Medvetandet sägs ha en tendens att lämna kroppen ur delar av kroppen som blivit berörda. Därför uppmanas ingen att vidröra den dödes kropp innan medvetandet lämnat kroppen, alternativt bara vidröra toppen (kronan) av den dödes huvud.

### Bardot efter döden (chonyi bardo)
Om den döde inte blivit upplyst som följd av sina egna meditativa färdigheter i dödsprocessens bardo, och inte heller blivit upplyst via phowa, bör den döde få texter ur Bardo Thodol läst för sig
Bardo thodol uppmanar den som läser för den döde att säga till den döde att meditera på sin yidam (meditationsgud) där guden ska visualiseras som en reflektion utan fysisk existens, likt en reflektion av månen i vatten. Om den döde inte hade någon meditationsgud i sitt liv, bör den döde istället uppmanas till att meditera på Chenrezig. Om den döde inte blir upplyst här, följer nedanstående händelseförlopp.
Efter tre och en halv dag efter döden, kommer den döde att återuppstå som en mental kropp. Den döde kommer då kunna se sin döda kropp, sina sörjande medmänniskor, och så vidare, men ingen annan kan se den dödes mentala kropp. Det är vanligt för den döde att vara rädd, ledsen, arg och avundsjuk efter att den döde inser att han är död. Om den döde ser sin egen döda kropp, kommer den döde inte att se en människokropp, utan istället djuret som symboliserar det år som den döde föddes i, enligt det kinesiska systemet. Om den döde lyckas fokusera på Sukhavati i detta tillstånd, kan den döde omedelbart återfödas där. Detta är dock ovanligt, då den döde ofta är överväldigad av negativa känslor och tankar.
Den dödes medmänniskor kan hjälpa den döde när han är i detta tillstånd genom att recitera delar av Den stora frigörelsen genom hörande, som innehåller beskrivningar av vad den döde kommer att genomgå i detta bardo, och vad den döde bör göra för att bli upplyst i detta bardo. Bland annat bör den döde uppmanas till att betrakta allt som den döde ser i detta stadium som produkter av den dödes sinne. Sedan följer instruktioner till den döde för vad som kommer att ske, vilka ljusfenomen den döde kommer att se, och vilka fenomen som den döde ska dra sig till.
På de följande dagarna i chonyi bardo uppenbarar sig de fem dhyanibuddhorna, först en och en, sedan tillsammans. Dessa har varsitt ljus som den döde bör dra sig till för att nå buddhaskap i detta stadium, men samtidigt som dessa buddhor uppenbarar sig och deras ljus skiner, skiner andra ljus från de olika världarna inom samsara. Som följd av negativ karma, är den döde ofta rädd för buddhornas ljus, och drar sig istället till ljuset från de olika världarna inom samsara. Om den döde inte drar sig till buddhornas ljus, fortsätter den döde till nästa dag inom chonyi bardo.
| Bild | Dag av chonyi bardo | Buddha                            | Ljus (bra)                              | Resultat om den döde drar sig till det bra ljuset                                                                                    | Annat ljus (dåligt)                              | Resultat av annat ljus                     |
| ---- | ------------------- | --------------------------------- | --------------------------------------- | --- | ------------------------------------------------ | ------------------------------------------ |
|      | 1                   | Vairocana Buddha                  | Blått från Vairocanas hjärta            | Buddhaskap i buddhafältet Ghanavyuha                                                                                                 | Svagt vitt ljus från gudarnas värld.             | Fast i samsara/Fortsätt till nästa dag     |
|      | 2                   | Akshobhya (eller Vajrasattva)     | Vitt ljus                               | Buddhaskap i buddhafältet Abhirati                                                                                                   | Svagt rökljus från helvetesvärldarna             | Fast i samsara/Fortsätt till nästa dag     |
|      | 3                   | Ratnasambhava                     | Gult ljus                               | Buddhaskap i buddhafältet Shrimat | Svagt blått ljus från människovärlden            | Fast i samsara/Fortsätt till nästa dag     |
|      | 4                   | Amitabha                          | Rött ljus                               | Buddhaskap i buddhafältet Sukhavati                                                                                                  | Svagt gult ljus från de hungriga gastarnas värld | Fast i samsara/fortsätt till nästa dag.    |
|      | 5                   | Amoghasiddhi                      | Grönt ljus                              | Buddhaskap i Karmaprasiddhi | Svagt rött ljus från antigudarnas värld          | Fast i samsara/fortsätt till nästa dag     |
|      | 6                   | Alla tidigare buddhor tillsammans | Alla tidigare buddhors ljus tillsammans | Buddhaskap | Alla tidigare dåliga ljus tillsammans            | Fast i samsara/fortsätt till nästa dag     |
|      |                     |                                   |                                         | Sätt att bli en buddha |                                                  |                                            |
|      | 7                   | Fem gudar, samt ett antal dakiner | Ett ljus bestående av fem färger        | Om den döde identifierar ljuset som en produkt av den dödes sinne kan den döde återfödas i ett rent buddhafält och uppnå buddhaskap. | Svagt grönt ljus från djurvärlden                | Fortsätter till nästa dag inom detta bardo |

I Bardo thodol sägs det att alla medvetna varelser kan nå upplysning under någon av dessa dagar, även de med mycket negativ karma, förutsatt att de mottar de rätta instruktionerna. Dessa instruktioner kan exempelvis fås genom att någon läser de instruktioner som finns i Den stora frigörelsen genom hörande när den döde dött, eller att den döde mottar dessa lärdomar när den döde lever.
De som inte blivit upplysta under någon av dessa sju dagar, kommer vid detta stadium att se 58 gudar som har ett mycket skrämmande utseende. Eftersom dessa ser mycket ilskna och skrämmande ut, är det svårt för den döde att förbli fokuserad. Exempelvis har de olika gudarna flera armar, huvud och ben, vapen i sina händer, dödskallar omkring sid, och så vidare. Om den döde dock känner igen någon av dessa gudar för vad de egentligen är, är det mycket enkelt för den döde att här bli upplyst. I del två av Den stora frigörelsen genom hörande finns det instruktioner som bör läsas för den döde, så att den döde kan känna igen dessa gudar.
Om den döde känner igen någon av följande gudar som en yidam (meditationsgud), som en produkt av den dödes sinne, och som en emanation av en av de fem dhyanibuddhorna, kan den döde bli upplyst med en gång. Om den döde dock inte känner igen någon av dessa, kommer nästkommande dag i detta bardo att följa.
| Bild | Dag | Gud           | Emanation av  |
| ---- | --- | ------------- | ------------- |
|      | 8   | Buddha Heruka | Vairocana     |
|      | 9   | Vajra Heruka  | Vajrasattva   |
|      | 10  | Ratna Heruka  | Ratnasambhava |
|      | 11  | Padma Heruka  | Amitabha      |
|      | 12  | Karma Heruka  | Amoghasiddhi  |

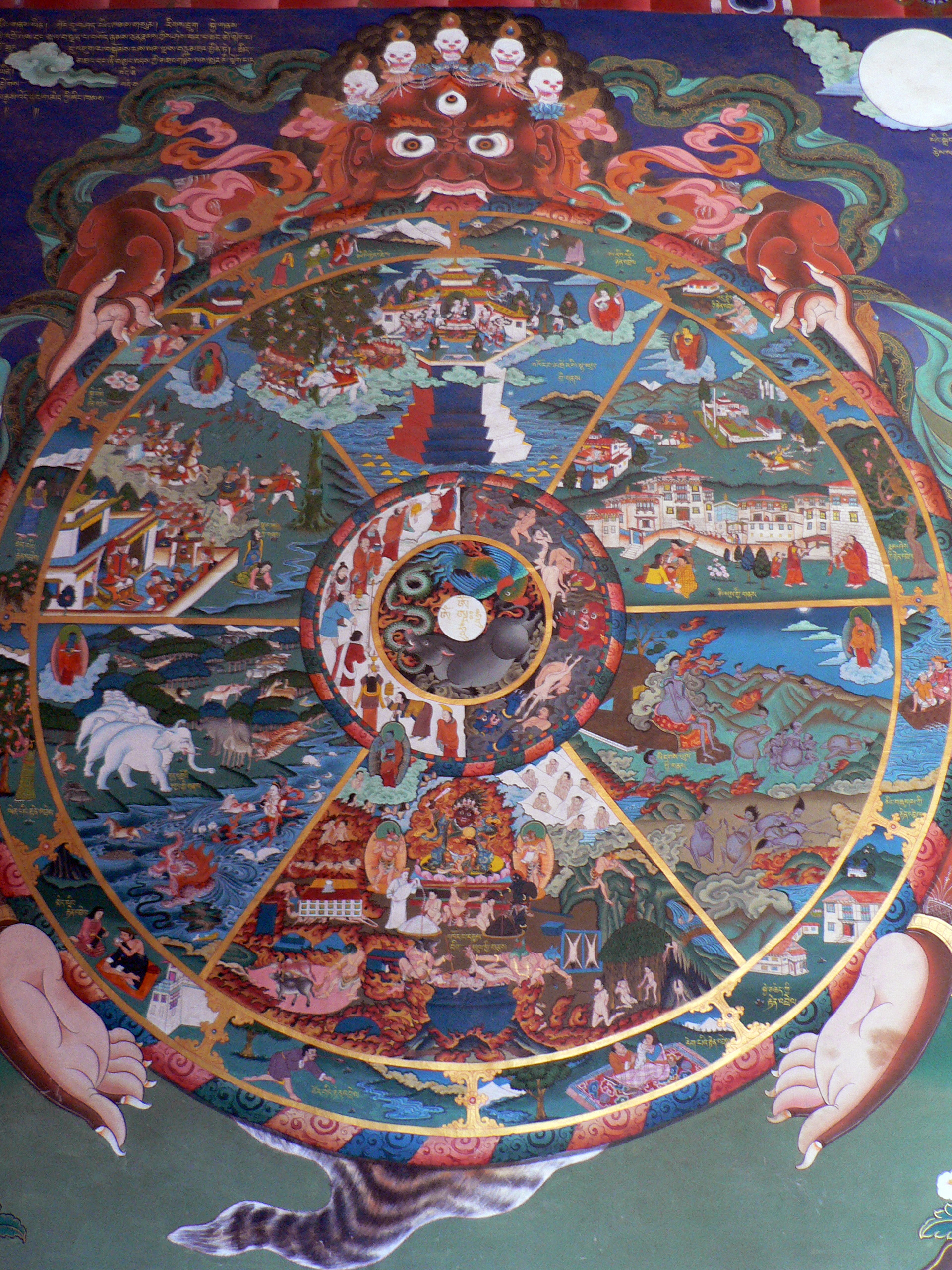
Traditionell tibetansk thangka av samsara. Denna typ av symbolisk representation av samsara kallas för en bhavacakra.

Om den döde fortfarande inte uppnått buddhaskap, uppenbarar sig härefter många figurer och gudar. Om den döde inser att dessa i själva verket är hans meditationsgudar och produkter av den dödes sinne, och således tomma, uppnår den döde buddhaskap.

### Bardot av sökande efter en ny födelse (sipai bardo)
I sipai bardo upplever den döde många olika saker, som beror på den dödes tidigare liv och karma. Efter att den döde genomgått ett antal upplevelser som följd av sin tidigare karma, kommer sex olika ljus att skina från de olika världarna i samsara. Den döde kommer tycka att ett av dessa ljus är speciellt tilltalade, och kommer därför att dra sig dit. Om den döde dock mediterar på dessa ljusfenomen som emanationer av Chenrezig, kan den döde omedelbart uppnå buddhaskap. Två andra sätt att nå buddhaskap i detta stadium är att få insikten att alla fenomen som den döde ser är produkter av den dödes sinne, eller att allt den döde ser samt den dödes sinne är tomma från fristående existens. Om den döde inte lyckas bli upplyst här, kommer den döde att återfödas i någon av de sex världarna inom samsara. Av de tillgängliga destinationerna, är människovärlden den mest önskvärda, då detta är den enda värld av de tillgängliga där den buddhistiska läran lärs ut. Beroende på var den döde kommer återfödas följer sedan en rad olika upplevelser, som avslutas med att en ny födelse tar vid, och livets bardo börjar igen.